# Cinnamomum helferii
Cinnamomum helferii är en lagerväxtart som beskrevs av Lukmanoff. Cinnamomum helferii ingår i släktet Cinnamomum och familjen lagerväxter. Inga underarter finns listade i Catalogue of Life.